# Partido Revolucionario del Pueblo Tuvano
 El Partido Revolucionario Popular Tuvano fue un partido político de Tannu Tuvá, fundado en 1921. Cuando se fundó la República Popular de Tuvá en el mismo año, el partido mantuvo el control de su gobierno como partido de vanguardia .

## Historia
Bajo el amparo soviético, el 29 de octubre de 1921 se convocó una conferencia de revolucionarios tuvanos, donde se creó una oficina organizativa. El primer Congreso se celebró el 28 de febrero de 1922, momento en que se fundó el "Gobierno Popular" de Tuvá. No obstante, cuando el Segundo Congreso se reunió el 6 de julio de 1923, el antiguo partido fue disuelto por el descontento soviético, y se formó uno nuevo. El Cuarto Congreso tuvo lugar en octubre de 1925 y el Séptimo Congreso en 1928. Se le otorgó al Comité Central la autoridad para crear células del partido y filiales de la Liga de la Juventud Revolucionaria a lo largo del país.
Durante la segunda sesión plenaria del Comité Central del partido en 1929, la dirección derechista, que buscaba mantener el budismo tibetano como religión oficial, en contradicción con la constitución recién proclamada, fue totalmente eliminada. Bajo el lema de la "revolución antifeudal", el Octavo Congreso impulsó el camino hacia la reconstrucción socialista y la colectivización. Cuando entre abril y mayo de 1930 estalló la llamada "contrarrevolución de los nobles tuvanos y los kulaks-colonos rusos", que pretendía "derrocar al 'Gobierno revolucionario'", también fue reprimida con violencia. En el Comité Central del Partido Revolucionario Popular se aprobaron resoluciones para confiscar la propiedad de las clases explotadoras, llevar a cabo la colectivización agrícola "de manera incondicionalmente voluntaria", y "luchar por la independencia total de los países imperialistas, cooperando estrechamente con los pueblos oprimidos y la clase trabajadora mundial".
Una figura clave en los primeros años fue Donduk Kuular. Entre 1929 y 1932, tuvo lugar un cambio político que empezó con el golpe de Estado tuvano de 1929, cuando se eliminaron los elementos nacionalistas del partido, incluido Kuular. La dirección del partido pasó a manos de Salchak Toka.
El partido fue admitido en la Internacional Comunista como "partido simpatizante" durante su Séptimo Congreso en 1935.